# Бегемдер
12°30′ пн. ш. 37°00′ сх. д. / 12.500° пн. ш. 37.000° сх. д.

Бегемдер (геєз በጌምድር, у ХХ столітті Гондер) — історична область на північному заході Ефіопії.

## Походження назви
Походження назви провінції є неясним. Відповідно до однієї з версій, беге означає беджа, один з народів північно-східної Африки, й мдер країна — тобто країна беджа. В одному з написів імператора Аксуму Езани повідомляється, що після своєї перемоги над беджа він розселив 4400 полонених у провінції Матлія, місцезнаходження якої точно не встановлено.
Відповідно до іншої теорії, перша частина у назві бага, що також означає посушлива пора року, вказує на нестачу води й сухий клімат у тому регіоні.

## Історія
Перша згадка про Бегемдер зустрічається на мапі світу фра Мауро (бл. 1460), де його позначено як королівство Бегемдер. Як королівство згадує його й імператор Девіт II у своєму листі до короля Португалії 1526 року, однак при цьому зазначає, що Бегемдер є частиною його імперії.
1942 року Бегемдер було об'єднано з провінцією Симен. 1995 під час проведення адміністративної реформи в Ефіопії, провінція була розділена між новими регіонами Бенішангул-Гумуз, Тиграй та Амхара.